# 克洛奇基夫
51°36′31″N 31°35′29″E / 51.60861°N 31.59139°E
克洛奇基夫（烏克蘭語：Клочків），是烏克蘭北部切爾尼希夫州切爾尼希夫區塞德尼夫市镇的村落。始建於1527年，面積2.52平方公里，海拔高度115米，2001年人口450，人口密度每平方公里178.8人。